# Salah Guemriche
 (mai 2023).
 (février 2021).
Salah Guemriche, né le 6 mai 1946 à Guelma, est un essayiste et romancier algérien, ancien professeur de français (en Algérie).

## Biographie
Salah Guemriche est diplômé en ethnologie (licence et maîtrise) et en Sciences de la communication et de l’information (D.E.A) de l’université Jussieu Paris 7. Il vit en France depuis 1976. Il a été publié pour la première fois par Simone de Beauvoir (qu’il avait rencontrée à Paris en mai 1970) dans le numéro des Temps modernes de décembre 1971 : Poèmes algériens, repris et traduits en arabe dans En-Nahar, Beyrouth, 1972.
- 1982-2015 : Journaliste indépendant. Reportages, enquêtes, chroniques et tribunes pour : Jeune Afrique, Paroles et musique, Courrier de l'Unesco, Libération, Le Monde, Le Nouveau Quotidien (Suisse), Le Soleil (Québec), etc.
- 1984-1990 : Chroniqueur, chef de rubrique au mensuel Paroles et musique.
- 1999-2000. Consultant et rédacteur pour le site historique : 732, la Bataille, consacré à la bataille de Poitiers (inauguré le 7-10-2000, à Moussais-la-Bataille, Vienne) ;
- 2007-2008 : Chroniques, sur Médi 1 (radio) : Les mots français d’origine arabe ;
- 2008-2009 : Chroniques-télé sur Médi 1 Sat (télé) : Les mots français d’origine arabe.

## Œuvres
- Algérie 2019, la Reconquête (Orients-éditions, 4 octobre 2019).
- Chroniques d’une immigration choisie (L’Aube, 2019).
- Israël et son prochain, d’après la Bible (L’Aube 2018).
- Petit Dico à l’usage des darons et daronnes (Seuil 2017).
- Aujourd’hui, Meursault est mort - Dialogue avec Albert Camus (Ed. Frantz-Fanon, Alger 2017 ; 1ère éd. eBook Juin 2013).
- Dictionnaire des mots français d’origine arabe, préface d’Assia Djebar de l’Académie française (Seuil, 2007 ; Points 2012, 2015).
- Alger-la-blanche, biographies d’une ville (Perrin, 2012).
- Le Christ s’est arrêté à Tizi-Ouzou, essai-enquête sur les conversions en terre d’Islam (Denoël, 2011).
- Abd er-Rahman contre Charles Martel. La véritable histoire de la bataille de Poitiers (Perrin, mai 2010).
- Un été sans juillet - Algérie 1962, roman (Cherche-Midi, 2004).
- L’Ami algérien, récit, avec Gérard Tobelem (Lattès, 2003).
- L’Homme de la première phrase, roman (Rivages/Noir, 2000).
- Un amour de djihad, roman historique, autour de la bataille de Poitiers et de l’histoire d’amour entre la fille du duc d’Aquitaine et le gouverneur berbère de la Narbonnaise (Balland, 1995, Prix Mouloud Mammeri, Prix de l'Adelf).
- Sapho, biographie (Seghers, 1988).
- Alphabétiser le silence (Poèmes, Enal, Alger, 1986).

## Autres publications (contributions)
- Lettres à la France, de Jeanne d’Arc à Abd Al-Malik, (Le Livre de poche, 2016).
- Edward Saïd, La passion et le dépit, dans Mustapha Boutadjine, Collages Résistants (Helvétius, 2016).
- Narbonne, sous la bannière du Croissant, Historia - n° 768, décembre 2010.
- Arabes de France, Arabes en France, avec Salah Stétié, Ahmed Djebar et Majid Kaouah (Éd. Loubatières, octobre 2010).
- Meursault, dans le Dictionnaire des personnages populaires de la littérature des XIXe et XXe s., par 100 écrivains d’aujourd’hui (Seuil, 2010).
- Bollywood : à la conquête de la France, dans L’Esprit créateur, The Johns Hopkins University-Press, Baltimore, septembre 2010.
- Facteur et restaurateur d’instruments à cordes anciens, dans Le geste et la parole des métiers d’art, sous la direction d’Erik Orsenna, 217 métiers par 170 auteurs ((Le Cherche-Midi, 2004).
- Le syndrome de Poitiers : des Sarrasins aux Beurs (2000 ans d’Algérie, Séguier, 1998).
- Le J.T. – Mise en scène de l’actualité à la télévision (sous la direction de Bernard Miège, Éd. INA / La Documentation française, 1986).